# Irmãs Trưng
Irmãs Trưng (c. 12 - c. 43 dC) foram líderes militares vietnamitas que governaram por três anos depois de se rebelar contra o governo chinês em 40 dC. Elas são consideradas heroínas nacionais do Vietnã. Seus nomes eram Trưng Trắc (徵 側) e Trưng Nhị (徵 貳).
As irmãs nasceram na província de Giao Chi no que hoje é norte do Vietnã. As datas de seus nascimentos são desconhecidas, mas Trưng Trắc era mais velha que Trưng Nhị. As datas exatas de suas mortes também são desconhecidas, mas ambas morreram em cerca de 43 dC.